# Eupanacra splendens
Eupanacra splendens is een vlinder uit de familie van de pijlstaarten (Sphingidae). De wetenschappelijke naam van de soort werd in 1894 gepubliceerd door Lionel Walter Rothschild.

## Beschrijving

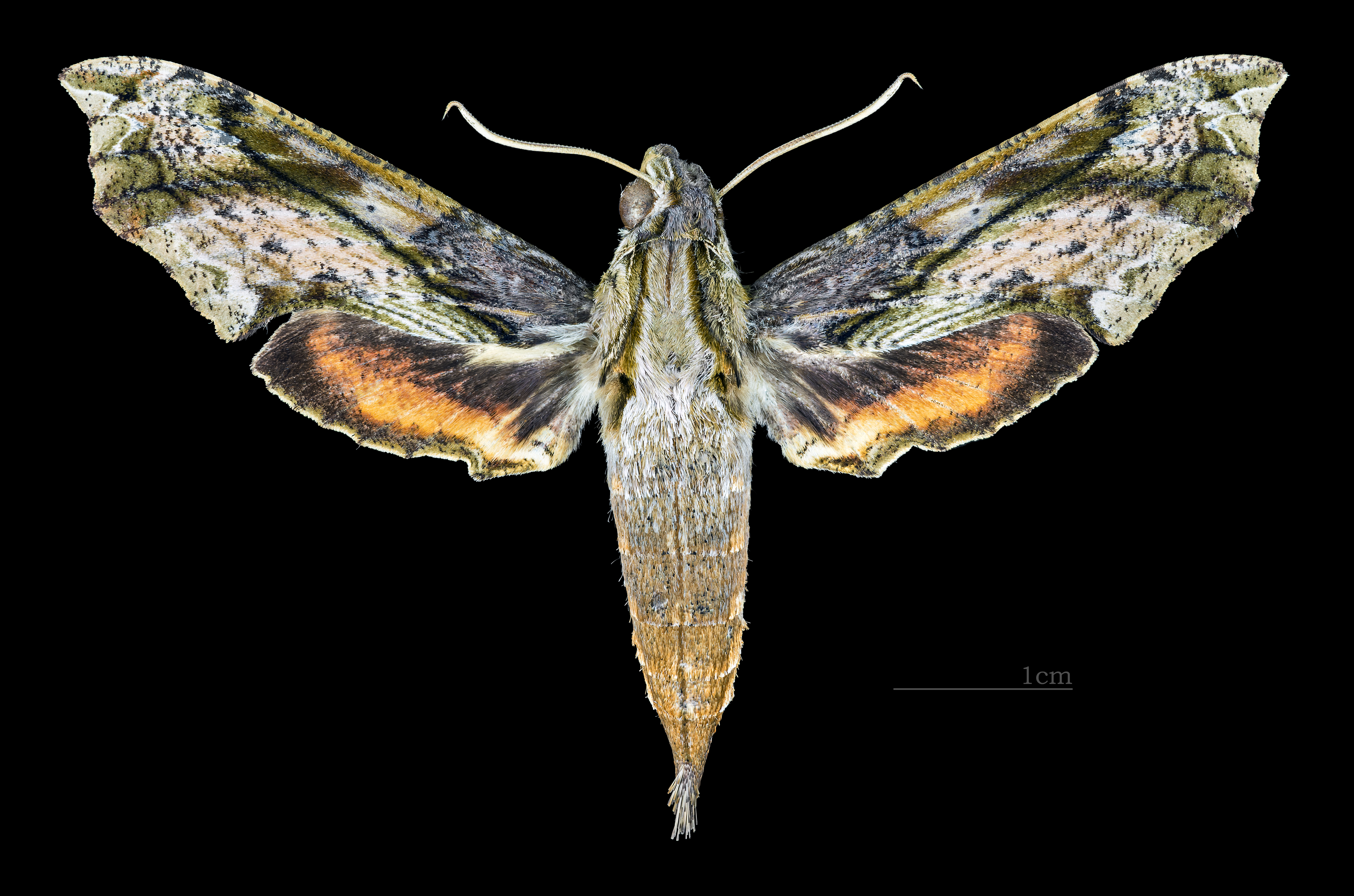
Eupanacra splendens splendens  ♀
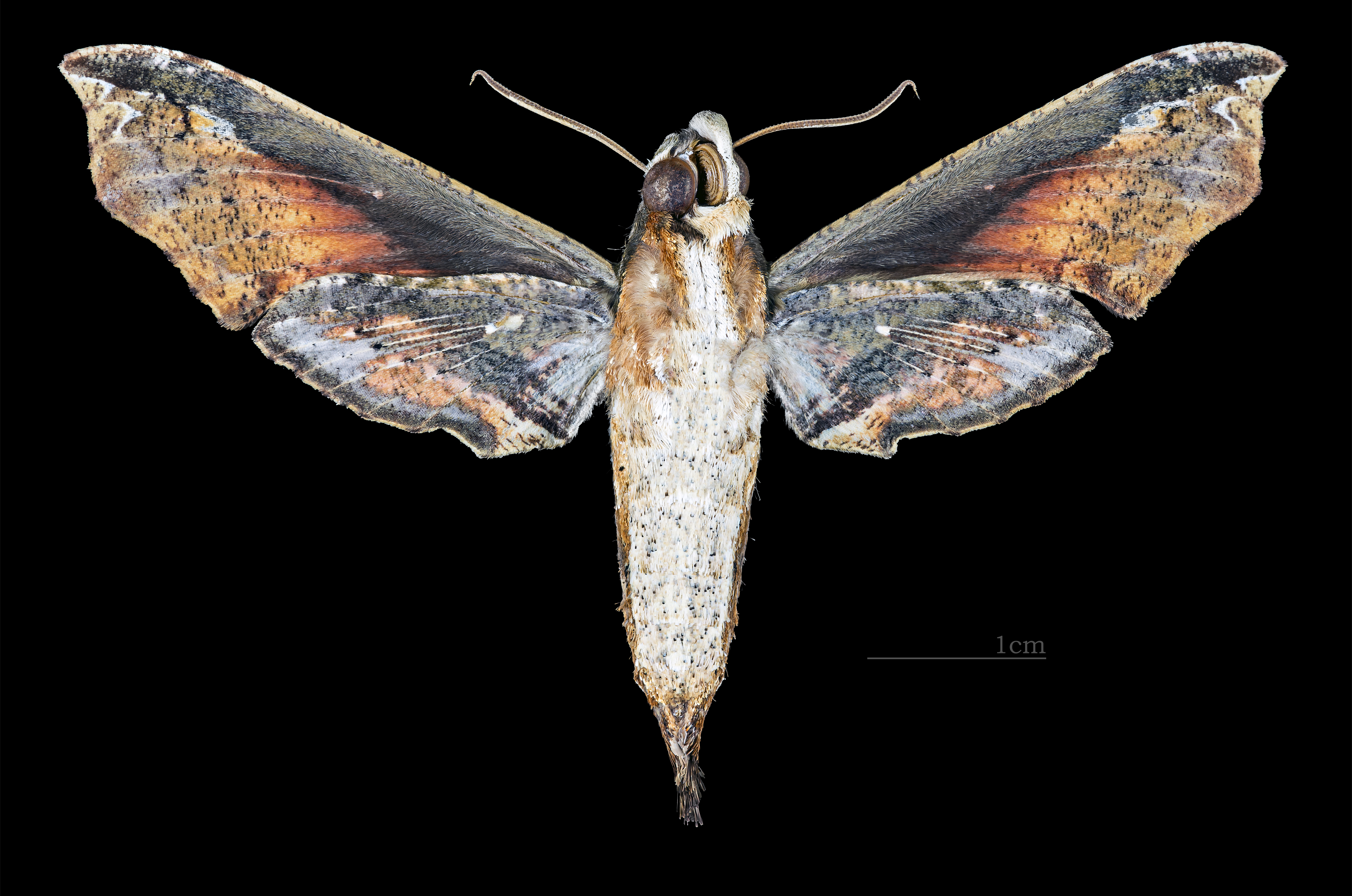
Eupanacra splendens splendens  ♀ △